# SN 2007oz
SN 2007oz – supernowa typu Ia odkryta 15 października 2007 roku w galaktyce A235716+0014. W momencie odkrycia miała maksymalną jasność 23,00m.